# Neues Beginnen (Blätter Internationaler Sozialisten)
Neues Beginnen war eine linkssozialistische Zeitschrift, die den Untertitel Blätter Internationaler Sozialisten hatte, was darauf hindeutete, dass es sich um das Publikationsorgan der rätekommunistischen Organisation Gruppe Internationale Sozialisten handelte. Die Zeitschrift erschien anfangs, ab 1947, illegal in Berlin und kam bis 1950 monatlich heraus. Danach, bis zur letzten Ausgabe 1955, erschien sie unregelmäßig.

## Entwicklung, Positionen
Anfangs wurde die Zeitschrift in der Berliner Wohnung Alfred Weilands hektographiert. Aus Tarnungsgründen gab man den Verlagsort Zürich an.  1950 gab es kurzzeitig eine Fusion mit der neuen Monatsschrift Funken, die abwechselnd von der Berliner Redaktion um Weiland und der Ulmer Redaktion um Fritz Lamm erstellt wurde, doch schon Ende des Jahres scheitere die Kooperation. Die Neues-Beginnen-Gruppe strebte ein taktisches Bündnis mit den West-Alliierten an und wollte als „antibolschewistisches Kampfblatt“ in die DDR hineinwirken. Die Funken-Redaktion wollte dagegen ein „Ausspracheblatt“ der westdeutschen Linken anbieten und insbesondere den linken Flügel der SPD erreichen. Neues Beginnen verstand sich im Gegensatz dazu weniger als Diskussionsforum, denn als Diskutant zur Verbreitung rätekommunistischer Positionen.
Erster Herausgeber von Neues Beginnen war Weiland, nach seiner Verschleppung durch die sowjetische Geheimpolizei übernahm Willy Huhn diese Position. Die Zeitschrift druckte neben den Beiträgen von Weiland und Huhn Texte von Bertolt Brecht, Anton Pannekoek, Jack London und anderen. Dem Großteil der Artikel fehlte jedoch die namentliche Zuordnung.